# Marco Antonio Franciotti
Marco Antonio Franciotti (Lyon, 8 de setembro de 1592 - Roma, 8 de fevereiro de 1666) foi um cardeal do século XVII

## Biografia
Nasceu em Lyon em 8 de setembro de 1592. Segundo filho de Curzio Franciotti, comerciante, e Chiara Balbani, ambos de antigas famílias de Lucca. A família era parente da casa de Riario e dos cardeais Galeotto Franciotti della Rovere (1503) e seu meio-irmão Sisto Gara della Rovere (1507). Seu primeiro nome também está listado como Marc'Antonio. Enquanto seu pai logo iniciou seus outros filhos, Nicolao e Bartolomeo, como comerciantes, para Marcantonio ele escolheu a carreira eclesiástica.
De 1606 a 1610, estudou no Colégio Jesuíta de Lyon, de onde, seu pai, que havia retornado a Lucca, decidiu fazer sair Marcantonio no momento em que a República de Lucca não admitia a Companhia de Jesus em seu território. Seguindo a decisão de seu pai, Marcantonio foi para Pisa e para Bolonha, onde conheceu o Cardeal Maffeo Barberini, futuro Papa Urbano VIII. Estudou Direito na Universidade de Bolonha..
Foi para Roma e tornou-se prelado papal. Trabalhou no estúdio de Giambattista Spada, futuro cardeal. Participantium apostólico protonotário , 12 de dezembro de 1619. Governador de Faenza, 1622. Governador de Fabriano, 1622. Auditor geral da Câmara Apostólica, 7 de junho de 1623. Clérigo da Câmara Apostólica, 1626. Prefeito da Annona, 20 de setembro de 1627 .Auditor geral da Câmara Apostólica, 1629-1637..
Criado cardeal e reservado in pectore tacite no consistório de 28 de novembro de 1633; publicado no consistório de 30 de março de 1637; recebeu o chapéu vermelho em 2 de abril de 1637; e o título de S. Clemente, 17 de agosto de 1637..
Eleito bispo de Lucca, em 30 de março de 1637. Consagrado, domingo, 19 de abril de 1637, Palácio Quirinale, Roma, pelo cardeal Antonio Barberini, sênior , OFMCap., auxiliado por Fuasto Poli, arcebispo titular de Amasia, e por Antonio Seceroli, arcebispo de Ragusa. Optou pelo título de S. Maria della Pace, em 19 de dezembro de 1639. Legado na Romagna, em 21 de maio de 1640 até dezembro de 1642. Participou do conclave de 1644, que elegeu o Papa Inocêncio X. Renunciou ao governo da diocese de Lucca em 1645. Camerlengo do Sacro Colégio dos Cardeais, 10 de janeiro de 1650 a 9 de janeiro de 1651. Participou do conclave de 1655, que elegeu o Papa Alexandre VII..
Morreu em Roma em 8 de fevereiro de 1666, perto das 18 horas, em seu palácio romano na piazza Colonna, amavelmente assistido pelos cardeais Antonio e Carlo Barberini. Exposto e enterrado na igreja de SS. Nome di Gesù , Roma..